# Товстовуси
Товстовуси (Noteridae) — родина водних жуків. Складається з понад 270 видів у 14 родах і зустрічається по всьому світу, найчастіше в тропіках.

## Таксономія
Родина тісно пов'язана з плавунцями (Dytiscidae), і раніше класифікувалася з ними. В основному товстовуси відрізняються наявністю характерної «платформи» знизу у вигляді пластини між другою та третьою парою ніг.

## Опис
Ці жуки відносно малі, від 1 до 6 мм, з гладкими овальними тілами від світло-коричневого до більш темно-червонувато-коричневого. Голова коротка і трохи прикрита переднегрудью.

## Спосіб життя
І дорослі особини, і личинки живуть у воді і зазвичай зустрічаються навколо рослин. Жуки вміють добре плавати і пересуватися, одночасно веслуючи на задніх лапах. Тварини живуть у стоячій або проточній воді з повільною течією. Зазвичай вони знаходяться між корінням рослин, що плавають на поверхні води, а також у береговому мулі та субстраті на дні води. Личинки і жуки харчуються здобиччю і мертвими тваринами, а також поїдають частини рослин.

## Роди
- Canthydrus Sharp, 1882
- Hydrocanthus Say, 1823
- Mesonoterus Sharp, 1882
- Neohydrocoptus Satô, 1972
- Noterus Clairville, 1806
- Notomicrus Sharp, 1882
- Phreatodytes Uéno, 1957
- Pronoterus Sharp, 1882
- Renotus Guignot, 1936
- Siolius J.Balfour-Browne, 1969
- Speonoterus Spangler, 1996
- Suphis Aubé, 1836
- Suphisellus Crotch, 1873
- Synchortus Sharp, 1882